# National Association of Colored Women's Clubs
La National Association of Colored Women's Clubs (NACWC) è un'organizzazione americana nata nel luglio 1896 in occasione della prima convenzione annuale della National Federation of Afro-American Women a Washington, D.C., Stati Uniti, dalla fusione della National Federation of Afro-American Women, del Woman's Era Club di Boston e della Colored Women's League di Washington, D.C., su iniziativa di Josephine St. Pierre Ruffin. Dal 1896 al 1904 fu nota come National Association of Colored Women (NACW). Ha adottato il motto “Ci solleviamo mentre saliamo”, per dimostrare a “un mondo ignorante e sospettoso che i nostri obiettivi e interessi sono identici a quelli di tutte le buone donne aspiranti”. Quando fu costituita nel 1904, la NACW divenne nota come National Association of Colored Women's Clubs (NACWC).

## Storia
La National Association of Colored Women, in seguito National Association of Colored Women's Clubs, stabilì la sua sede a Washington il 21 luglio 1896. Il primo di quelli che sarebbero poi diventati incontri biennali dell'associazione si tenne presso la Nineteenth Street Baptist Church. Tra le organizzazioni che parteciparono a questa convention c'erano la National Federation of Afro-American Women, il Woman's Era Club di Boston, la National League of Colored Women di Washington, la Women's Loyal Union e altre organizzazioni più piccole nate dal movimento dei club femminili afroamericani. Queste organizzazioni e successivamente altre in tutto il Paese si fusero per formare la National Association of Colored Women. L'organizzazione aiutava tutti gli afroamericani grazie al suo impegno sui temi dei diritti civili e dell'ingiustizia, come il suffragio femminile, il linciaggio e le Leggi Jim Crow.

### Fondazione
Due dei membri principali del NACWC furono Josephine St. Pierre Ruffin e Mary Church Terrell, che organizzarono i loro club femminili regionali alla convention del luglio 1896 per opporsi alle raffigurazioni negative delle donne di colore. Per difendere la loro rispettabilità, confutarono una lettera scritta da James Jacks, allora presidente della Missouri Press Association, perché la lettera di Jacks le definiva ladre e prostitute. La signora Booker T. Washington, Margaret Murray Washington, convocò l'incontro.
Tra i fondatori del NACWC figurano Harriet Tubman, Margaret Murray Washington, Frances E. W. Harper, Ida Bell Wells-Barnett, Victoria Earle Matthews, Josephine Silone Yates e Mary Church Terrell, Rosetta Douglass.

### Missione
L'organizzazione definì il suo programma per il primo anno attraverso molteplici problemi che inibivano la mobilità sociale dei neri. Tra questi vi sono: “Il sistema delle Bande a catena del Sud, la Legge sulle auto separate del Sud, Madre e il figlio della piantagione, il Lavoro di soccorso nei vicoli e nei bassifondi delle nostre grandi città, la Fondazione di case per le nostre classi lavoratrici e un maggiore interesse per i nostri caduti e i nostri abbandonati”.
Nei dieci anni successivi il NACWC si impegnò in campagne a favore del suffragio femminile e contro il linciaggio e le Leggi Jim Crow. Si impegnarono anche per migliorare l'istruzione e l'assistenza ai bambini e agli anziani. I soci passarono da 5.000 nel 1897 a 100.000 nel 1924, prima di un declino durante la Grande Depressione.

### Leadership di spicco
Josephine St. Pierre Ruffin e Mary Church Terrell diedero un contributo fondamentale alla National Association of Colored Women. I loro sforzi portarono la NACWC a diventare l'organizzazione più importante costituita durante l'African-American Woman Suffrage Movement (Il Movimento per il Suffragio Femminile Afroamericano).
Entrambe le donne erano istruite e avevano genitori di successo economico. Josephine St. Pierre Ruffin utilizzò parte del suo patrimonio per finanziare Woman's Era, la prima rivista pubblicata da e per le donne afroamericane. Questa pubblicazione stabilì le donne nere come pubblico e come comunità per i membri e i potenziali membri del NACWC. Mary Church Terrell fu una formidabile organizzatrice. Guidò la lotta a Washington contro la segregazione nei ristoranti e riuscì a ottenere una decisione del tribunale a favore dell'integrazione.

### Dirigenti eletti

#### Incontro inaugurale
I funzionari eletti alla prima riunione dell'Associazione nazionale delle donne di colore, luglio 1896:
- Presidente - Mrs. Mary Church Terrell
- Primo Vicepresidente - Mrs. Fanny Jackson Coppin
- Secondo Vicepresidente - Mrs. F. E. W. Harper
- Terzo Vicepresidente - Mrs.Josephine St. Pierre Ruffin
- Quarto Vicepresidente - Mrs.Josephine Silone Yates
- Quinto Vicepresidente - Mrs.Sylvanie Williams
- Sesto Vicepresidente - Mrs. Jennie Chase Williams
- Settimo Vicepresidente - Mrs. Lucy Thurman
- Segretario verbalizzante - Mrs. Alice Ruth Moore
- Segretario di corrispondenza - Miss A. V. Thompkins
- Tesoriere - Mrs. Helen Appo Cook
- Presidente del Comitato esecutivo - Mrs. Margaret Murray Washington
- Organizzatore nazionale - Mrs. Victoria Earle Matthews
- Redazione - Mrs. Booker T. Washington, Margaret Murray Washington, Dr. Rebecca Cole, Mrs. Rosa D. Bowser, Mrs. Ida Wells-Barnett, Mrs. Frances J. Jackson
- Comitato dei modi e dei mezzi - Mrs. J. Napier Kemp, Miss Lulu Chase, Mrs. Ella Mahammitt, Miss Julia F. Jones
- Comitato per la stesura della Costituzione: Mrs. A. V. Jones, signora Anna Jones, Mrs. C. L. Franklin, Mrs. Rosa D. Bowser e Mrs. Victoria Earle Matthews.
- Altre presenze significative - Mrs. John H. Smyth

## Obiettivi del NACWC
1. Lavorare per il benessere economico, morale, religioso e sociale delle donne e dei bambini.
2. Proteggere i diritti delle donne e dei bambini.
3. Aumentare il livello e la qualità della vita in casa e in famiglia.
4. Assicurare e utilizzare la nostra influenza per l'applicazione dei diritti civili e politici di tutti i cittadini.
5. Promuovere l'istruzione di donne e bambini attraverso programmi efficaci.
6. Ottenere per le famiglie afroamericane l'opportunità di raggiungere i più alti livelli di impegno umano.
7. Promuovere un'interazione efficace con l'ausiliario maschile dell'organizzazione.
8. Promuovere la comprensione interrazziale in modo che la giustizia e la buona volontà possano prevalere tra tutte le persone.

## Presidenti
- Mary Church Terrell - 1° Presidente (1896-1900)
- Josephine Silone Yates - 2° presidente (1900-1904)
- Lucy Thurman - 3° presidente (1904-1908)
- Elizabeth Carter Brooks - 4° Presidente (1908-1912)
- Margaret James Murray (signora Booker T. Washington) - 5° presidente (1912-1916)
- Mary B. Talbert - 6° Presidente (1916-1920)
- Miss Hallie Q. Brown - 7° Presidente (1920-1924)
- Mary McLeod Bethune - 8° Presidente (1924-1928)
- Signora Sallie Wyatt Stewart - 9° Presidente (1928-1933)
- Dr. Mary Fitzbutler Waring - 10° Presidente (1933-1937)
- Signora Jennie B. Moton - 11° Presidente (1937-1941)
- Signora Ada Belle Dement - 12° presidente (1941-1945)
- Signora Christine S. Smith - 13° presidente (1946-1948)
- Ella P. Stewart - 14° Presidente (1948-1952)

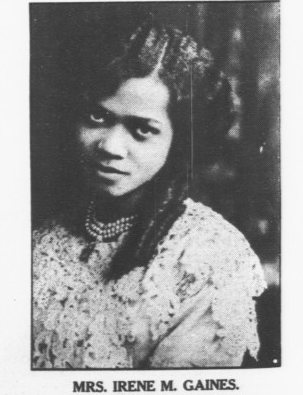
Irene M. Gaines, 15º Presidente

- Irene McCoy Gaines - 15° Presidente (1952-1958)
- Dott.ssa Rosa L. Gragg - 16° Presidente (1958-1964)
- Mamie B. Reese - 17° presidente (1964-1968)
- Myrtle Ollison - 18° presidente (1968-1972)
- Juanita W. Brown - 19° presidente (1972-1976)
- Inez W. Tinsley - 20° presidente (1976-1980)
- Otelia Champion - 21° presidente (1980-1984)
- Myrtle E. Gray - 22ª presidente (1984-1988)
- Dr. Dolores M. Harris - 23° Presidente (1988-1992)
- Savannah C. Jones - 24° Presidente (1992-1996)
- Dott.ssa Patricia L. Fletcher - 25° Presidente (1996-2002)
- Margaret J. Cooper - 26° Presidente (2002-2006)
- Dott.ssa Marie Wright Tolliver - 27° Presidente (2006-2010)
- Evelyn Rising - 28° Presidente (2010-2014)
- Sharon R. Bridgeforth - 29° Presidente (2014-2018)
- Dott.ssa Andrea Brooks-Smith - 30° Presidente (2018-2022)
- Opal Bacon - 31° Presidente (2022-presente)

## Convenzioni
- 1ª, 1897, Nashville, Tennessee
- 2ª, 1899, Chicago, Illinois
- 3°, 1901, Buffalo, New York
- 4°, 1904, St. Louis, Missouri
- 5°, 1906, Detroit, Michigan
- 6°, 1908, Brooklyn, New York
- 7°, 1910, Louisville, Kentucky
- 8°, 1912, Hampton, Virginia
- 9°, 1914, Wilberforce, Ohio
- 10°, 1916, Baltimora, Maryland
- 11°, 1918, Denver, Colorado
- 12°, 1920, Tuskegee, Alabama
- 13°, 1922, Richmond, Virginia
- 14°, 1924, Chicago, Illinois
- 15°, 1926, Oakland, California
- 16°, 1928, Washington, D. C.
- 17°, 1930, Hot Springs, Arkansas
- 18°, 1933, Chicago, Illinois
- 19°, 1935, Cleveland, Ohio
- 20°, 1937, Fort Worth, Texas
- 21°, 1939, Boston, Massachusetts
- 22°, 1941, Oklahoma City, Oklahoma
- 23°, 1946, Washington, D. C.
- 24°, 1948, Seattle, Washington
- 25°, 1950, Atlantic City, New Jersey
- 26°, 1952, Los Angeles, California
- 27°, 1954, Washington, D. C.
- 28°, 1956, Miami, Florida
- 29°, 1958, Detroit, Michigan
- 30°, 1960, New York, New York
- 31°, 1962, Washington, D. C.
- 32°, 1964, Denver, Colorado
- 33°, 1966, Oklahoma City, Oklahoma
- 34°, 1968, Chicago, Illinois
- 35°, 1970, Atlantic City, New Jersey
- 36°, 1972, San Jose, California
- 37°, 1974, Atlanta, Georgia
- 38°, 1976, Pittsburgh, Pennsylvania
- 39°, 1978, Seattle, Washington
- 40°, 1980, Washington, D. C.
- 41°, 1982, Anchorage, Arkansas
- 42°, 1984, Norfolk, Virginia
- 48°, 1986, Austin, Texas
- 49°, 1988, Orlando, Florida
- 50°, 1990, Cleveland, Ohio
- 51°, 1992, Portland, Oregon[22]

## Affiliati di rilievo
- California State Federation of Colored Women's Clubs
- Empire State Federation of Women's Clubs
- Indiana State Federation of Colored Women's Clubs
- Iowa Federation of Colored Women's Clubs
- Mississippi State Federation of Colored Women’s Clubs
- Northeastern Federation of Colored Women's Clubs
- Oklahoma Federation of Colored Women's Clubs
- South Carolina Federation of Colored Women's Clubs
- Texas Association of Women's Clubs